# Ca l'Andreu (Tiana)
Ca l'Andreu és una masia gòtica de Tiana (Maresme) protegida com a bé cultural d'interès local.

## Descripció
És un edifici civil, es tracta d'una masia amb planta baixa, pis, coberta per una teulada de dos vessants i un carener perpendicular a la façana. Cal destacar-ne la porta d'arc de mig punt adovellada i les finestres del pis, ja que són gòtiques: dues són molt petites —amb llindes, llindars i brancals de pedra— i les altres, a més, presenten llindes en forma d'arc conopial lobulat, amb festejadors al pati interior.
L'eix que marca el carener de la teulada no es correspon al de la porta principal i la finestra gòtica. Hi ha un pati frontal amb construccions annexes que delimiten el conjunt.

## Història
La construcció de Ca l'Andreu és de finals del segle xiv.